# 立陶宛青年共產主義聯盟
立陶宛青年共產主義聯盟（縮寫為LKJS）是立陶宛蘇維埃社會主義共和國的青年政治運動組織。立陶宛共青團是在1989年6月的一次集會上，從立陶宛列寧主義青年共產主義聯盟（全聯盟列寧主義青年共產主義聯盟在立陶宛的分支機構）分裂、獨立運作的組織。:164當時的民意調查顯示，僅有11%的立陶宛青年認為立陶宛青年共产主义联盟應繼續留在全聯盟列寧主義青年共產主義聯盟裡。:163
新成立的立陶宛青年共產主義聯盟沒有繼續堅持民主集中制原則，這不只是組織變革，也代表立陶宛共青團在政治路線上的突破。「捍衛立陶宛蘇維埃社會主義共和國的國家主權」的政治承諾，取代了蘇聯共青團制定的「向共產主義邁進」目標。原本的立陶宛列寧主義青年團部分成員仍決定繼續留在蘇聯共青團中，另立新的組織，作為蘇聯共青團在立陶宛的共和主義分支機構。:164
立陶宛青年共產主義聯盟無視立陶宛修正後的選舉制度，拒絕提名它在立陶宛蘇維埃社會主義共和國最高蘇維埃的代表人選。:170之後，立陶宛青年共產主義聯盟獨自參選1990年立陶宛最高蘇維埃選舉，與立陶宛共產黨分庭抗禮，但最終並未贏得任何席次。
立陶宛青年共產主義聯盟的第一書記是阿爾豐薩斯·馬凱蒂斯。馬凱蒂斯宣稱，立陶宛青年共產主義聯盟是繼承自戰間期立陶宛共和國的同名組織，他宣稱後者被違法併入立陶宛列寧主義青年團中。:164
1990年10月，立陶宛青年共產主義聯盟改組為「立陶宛青年論壇」，由後者繼承其全部財產。:164